# Джелга
Джелга — посёлок в Ахтубинском районе Астраханской области. Входит в состав муниципального образования «Город Ахтубинск».

## География
Уличная сеть представлена двумя объектами: ул. Колхозная и ул. Набережная.
К посёлку административно относятся дачные посёлки, СНТ (населённые пункты без статуса поселения): КСТ Колос-2 снт, СОТ Астра-2 снт, СОТ Горизонт снт, СОТ Закат снт, СОТ Ивушка снт, СОТ Колос снт, СОТ Медик снт, СОТ Нива снт.

## Население
| 2002 | 2010 |
| ---- | ---- |
| 48   | ↘37  |

## Транспорт
Подъезд к автодороге регионального значения Волгоград — Астрахань 12Р-001.
Поселковые (сельские) дороги, в том числе к садам у р. Ахтуба.